# Бруней-Муара
Бруней-Муара на малайски: Daerah Brunei Muara е един от 4-те окръга на Бруней. Населението му е 293 300 жители (по приблизителна оценка за юли 2017 г.), а площта 571 кв. км. Намира се в часова зона UTC+8. ISO 3166 – 2 кодът му е BN-BM.